# Nikola Čavlina
Nikola Čavlina (Zagabria, 2 giugno 2002) è un calciatore croato, portiere della Dinamo Zagabria.

## Biografia
È il figlio dell'ex calciatore Silvije Čavlina.

## Carriera

### Club
Cresciuto nel settore giovanile della Dinamo Zagabria, il 18 settembre 2020 firma il primo contratto professionistico con i Modri, di durata quadriennale. Dopo aver trascorso due stagioni con la seconda squadra del club, il 29 luglio 2022 viene acquistato dalla Lokomotiva Zagabria, con cui si lega fino al 2027.

### Nazionale
Ha giocato numerose partite con le varie nazionali giovanili croate fino all'Under-21, con la quale nel 2023 ha anche partecipato agli Europei di categoria.

## Statistiche

### Presenze e reti nei club
Statistiche aggiornate al 14 giugno 2023.
| Stagione                  | Squadra                   | Campionato                | Campionato | Campionato | Coppe nazionali | Coppe nazionali | Coppe nazionali | Coppe continentali | Coppe continentali | Coppe continentali | Altre coppe | Altre coppe | Altre coppe | Totale | Totale |
| Stagione                  | Squadra                   | Comp                      | Pres       | Reti       | Comp            | Pres            | Reti            | Comp               | Pres               | Reti               | Comp        | Pres        | Reti        | Pres   | Reti   |
| ------------------------- | ------------------------- | ------------------------- | ---------- | ---------- | --------------- | --------------- | --------------- | ------------------ | ------------------ | ------------------ | ----------- | ----------- | ----------- | ------ | ------ |
| 2020-2021                 | Dinamo Zagabria II        | 2. HNL                    | 12         | -16        | -               | -               | -               | -                  | -                  | -                  | -           | -           | -           | 12     | -16    |
| 2021-2022                 | Dinamo Zagabria II        | 2. HNL                    | 26         | -39        | -               | -               | -               | -                  | -                  | -                  | -           | -           | -           | 26     | -39    |
| Totale Dinamo Zagabria II | Totale Dinamo Zagabria II | Totale Dinamo Zagabria II | 38         | -55        |                 | -               | -               |                    | -                  | -                  |             | -           | -           | 38     | -55    |
| 2022-2023                 | Lokomotiva Zagabria       | 1. HNL                    | 30         | -39        | CC              | 3               | -4              | -                  | -                  | -                  | -           | -           | -           | 33     | -43    |
| Totale carriera           | Totale carriera           | Totale carriera           | 68         | -94        |                 | 3               | -4              |                    | -                  | -                  |             | -           | -           | 71     | -98    |